# هاینز دیتر هازبرینک
هاینز دیتر هازبرینک (انگلیسی: Heinz-Dieter Hasebrink؛ زادهٔ ۲۸ اوت ۱۹۴۱) بازیکن فوتبال اهل آلمان است.
از باشگاه‌هایی که در آن بازی کرده‌است می‌توان به باشگاه فوتبال کایزرسلاوترن و باشگاه فوتبال روت‌وایس اسن اشاره کرد.